# Kamenná hůra (přírodní rezervace, okres Děčín)
Kamenná hůra je přírodní rezervace mezi vesnicemi Merboltice, Malý Šachov a Valkeřice v okrese Děčín v Ústeckém kraji. Chráněné území spravuje AOPK ČR – regionální pracoviště Správa Chráněné krajinné oblasti České středohoří.

## Předmět ochrany
Přírodní rezervace, jejímž nejvyšším bodem je vrch Kamenec (519 m n. m.), se nachází v severovýchodním výběžku Českého středohoří. Předmětem ochrany jsou místní čedičových sutě a trvalé ledové jámy, kde jsou specifické mikroklimatické podmínky, na které jsou vázány vzácné a ohrožené druhy mechorostů. Chráněná jsou také rostlinná a živočišná společenstva sutí a suťových lesů.